# GSC8725-1516
GSC8725-1516 — хімічно пекулярна зоря спектрального класу Si, що має видиму зоряну величину в смузі V приблизно  9,8.